# کریستینا شوانیتس
کریستینا شوانیتس (آلمانی: Christina Schwanitz؛ زادهٔ ۲۴ دسامبر ۱۹۸۵) پرتاب‌گر وزنه اهل آلمان شرقی است. وی در مسابقات کشوری و بین‌المللی در مجموع برندهٔ ۴ مدال طلا، ۵ مدال نقره شده‌است.